# Дозорець малий
Дозорець малий (Anax parthenope) — вид бабок з родини коромисел (Aeschnidae).

## Поширення
Вид поширений в Центральній та Південній Європі, Північній Африці, Західній, Середній та Північній Азії. Ареал виду простягається від Канарських островів та Великої Британії (де вперше виявлений у 1994 році) на схід до Японії. В Україні зареєстрований в Київській, Полтавській, Одеській, Херсонській, Донецькій областях та в Криму.

## Опис
Велика бабка завдовжки 62-75 мм, черевце 46-53 мм, заднє крило 44-51 мм. Боки грудей зеленувато-блакитного кольору. Черевце з чорним малюнком — у самців блакитне, у самиць зеленувате. Лоб в основі з трикутною плямою чорного кольору. Очі великі, стикаються на потилиці. Темна смуга, що проходить по верхній стороні чола зовні від блакитної поперечної плями завжди безперервна і відносно широка. Перепонка одноколірна, білувата або світло-сіра. У самиці яйцеклад короткий, його задній кінець не заходить за кінець останнього сегмента черевця.